# 延安駅
延安駅（えんあんえき、中文表記: 延安站、英文表記: Yan'an Railway Station）は、中華人民共和国陝西省延安市にある中国鉄路総公司西安鉄路局が管轄する駅である。

## 利用可能な鉄道路線
- 中国鉄路総公司
  - 包西線
  - 西延線
  - 神延線

## 駅構造
- 3面9線の地上駅である。

## 歴史
- 1992年：開業。
- 2007年3月：拡張工事完成。

## 隣の駅
中国鉄路総公司
包西線
川口駅 - 延安駅 - 甘泉北駅
西延線
延安南駅 - 延安駅
神延線
川口駅 - 延安駅